# Cantone di La Gacilly
Il Cantone di La Gacilly era una divisione amministrativa dell'arrondissement di Vannes.
È stato soppresso a seguito della riforma complessiva dei cantoni del 2014, che è entrata in vigore con le elezioni dipartimentali del 2015.
Comprendeva i comuni di:
- Carentoir
- La Chapelle-Gaceline
- Cournon
- Les Fougerêts
- La Gacilly
- Glénac
- Quelneuc
- Saint-Martin-sur-Oust
- Tréal